# Вентозо (Ређо Емилија)
Вентозо је насеље у Италији у округу Ређо Емилија, региону Емилија-Ромања.
Према процени из 2011. у насељу је живело 1844 становника. Насеље се налази на надморској висини од 138 м.